# Macrobiotophthora vermicola
Macrobiotophthora vermicola är en svampart som först beskrevs av J.S. McCulloch, och fick sitt nu gällande namn av B.E. Tucker 1981. Macrobiotophthora vermicola ingår i släktet Macrobiotophthora och familjen Ancylistaceae.   Inga underarter finns listade i Catalogue of Life.